# Международна хелзинкска федерация за правата на човека
“Международната хелзинкска федерация“ (International Helsinki Federation for Human Rights) е бивша самоуправляваща се международна група от неправителствени организации с нестопанска цел, действаща от 1976 до 2008 г. в защита на правата на човека в Европа, Северна Америка и Централна Азия. Специфичната главна цел на МХФ е да наблюдава и следи спазването на разпоредбите за правата на човека произтичащи от Хелзинкските споразумения и допълнителните към тях документи.
Името на МХФ произлиза от наименованието на международната декларация, подписана от 31 държави на Конференция по сигурността и сътрудничеството в Европа проведена в Хелзинки, Финландия на 1 август 1975 г. Сред подписалите държави на Заключителния акт са САЩ, Канада, и повечето от европейските държави и целта е да се подобрят отношенията между държавите от Съветския блок и Запада. Важно е да се отбележи, че Хелзинкската декларация няма обвързващия характер на международен договор.

## История
Московската хелзинкска група е основана на 12 май 1976 г. от Юри Орлов и единайсет други активисти в отговор на подписания Хелзинкски Заключителен акт, чиято основна цел да следи и наблюдава изпълнението и неизпълнението на разпоредбите от Хелзинкското споразумение по специално в страните от Съветския блок. Московската хелзинкска група е пионер в усилията си относно човешките права и вдъхновява създаването на подобни организации и в други държави, както в бившия Съветски съюз, така и на Запад. Групата базира своето легално и правно съществуване на Седми принцип от Хелзинкската декларация. Подобно групи се формират и в бивша Чехословакия, през януари 1977 г. През септември 1979 г. такава неправителствена организация е основана и в Полша (Helsinki Watch Group).
„Хелзинкски Уоч“ (Helsinki Watch) е базираната в САЩ частна неправителствена организация, която също се посвещава на съблюдаването на прилагането на разпоредите от Хелзинкската декларация в Съветския блок. Тя е създадена през 1978 г. и също е вдъхновена от Московския си аналог и усилията на групи в Източна Европа. През 1988 г. тя се превръща в днешната НПО „Human Rights Watch“, която е една от най-активните и отдадени международни НПО занимаващи се със зачитенато на правата на човека в страни из цял свят.
Международната Хелзинкска федерация за правата на човека от своя страна следва създаването на пионерните организации за правата на човека от Москва до САЩ, основана е през 1982 г. МХФ е вдъхновена отчасти от молбата на д-р Андрей Сахаровза създаването на „обединена международна комисия, която да защитава членовете на всички групи на Хелзинкски Наблюдатели Хелзинки Уоч“, и която да координира тяхната работа. МХФ е създадена с цел, както да осигури организация, в която различните независими Хелзинкски комитети и комисии могат да си сутрудничат и подпомагат помежду си, така и да предложи международен орган за подсилване на тяхната работа.
Сред основополагащите членове на МХФ са независимите Хелзинкски комисии на:
- Австрия
- Белгия
- Канада
- Франция
- Холандия[6]
- Норвегия[7]
- Швеция[8]
- Съединените щати[9]

Общият международен секретариат на МХФ има за седалище Виена. Секретариатът е създаден, за да подкрепя и осигурява комуникация между членовете на различните Хелзинкски комитети и асоциираните с тях групи за правата на човека. Той също ги представлява на международно политическо ниво. До закриването на МХФ в международната организация членуват комисиите за правата на човека на 44 държави. МХФ също разполага с директна връзка между отделни хора и групи, подкрепящи човешките права дори в страни, в които не са основани Хелзинки комисии. В допълнение на събирането и анализирането на информация относно състоянието на правата на човека в страните членки на Организацията за сигурност и сътрудничество в Европа, МХФ действа също и като място за изчистване на информацията, нейното разпращане до правителства, междуправителствени организации, медии, и обществото като цяло.
Карл цу Шварценберг служи като председател на международната Федерация от 1984 до 1991 г. Международната хелзинкска федерация за човешки права е удостоена с Европейската награда за правата на човека през 1989 г., заедно с Лех Валенса.
През януари 2008 г. австрийски съд осъжда бившия финансов мениджър на МХФ, австриеца Райнер Таненбергер, за нелегално присвояване на 1,2 милиона евро. Танненбергер е осъден на три години затвор, но прилагането на две от тях е преустановено. Последвалата несъстоятелност на МХФ води до заявяването на банкрут ѝ в Австрия – страната, където е регистрирана.
На 27 ноември 2007 г. МХФ за правата на човека е разпусната. Въпреки това дейността на нейните членове продължава. Някои от тях формират нова организация Международно сътрудничество за правата на човека (анг. език: International Partnership for Human Rights Архив на оригинала от 2013-05-20 в Wayback Machine.)

## Дейност
МХФ цели да разпространява спазването на международните регламенти за правата на човека посочени в Хелзинкските Съглашения, също на международните правни задължения на Съвета на Европа (СнЕ) и на Обединените Нации (ОН) и на нормите за правата на човека заложени в Европейското законодателство. Тя защитава и засилва групите от граждански общества, които следат и докладват върху проблемите сжързани с правата на човека с не-партизанско виждане, и да събере тези групи заедно в обща международна платформа. МХФ представлява своите членове на междинародната политическа сцена и медиите, подкрепя и подпомага дейностите на членовете по наблюдение и защита на човешките права, разпределя документация базирана на техните проучвания. До разпускането ѝ, тя е произвела 371 годишни доклади, 29 доклада за отделните държави, 3 доклада намиращи факти и 2 тематични доклада 

## Независими НПО, членки на МХФ
- Албания: Албански Хелзинкски Комитет (АХК) основан 1990 г.[12]
- Беларус: Беларуски Хелзинкски Комитет(рус.)бълг. – основан 1995 г. (BELARUS: BELARUSIAN HELSINKI COMMITTEE Архив на оригинала от 2013-06-11 в Wayback Machine.
- Босна и Херцеговина: Хелзинкски Комитет за правата на човека в Босна и Херцеговина – основан на 11 февруари 1995 г. BOSNIA: HELSINKI COMMITTEE FOR HUMAN RIGHTS IN BOSNIA AND HERZEGOVINA (HCHR-BH))
- България: Български хелзинкски комитет – основан на 14 юли 1992 г. (BULGARIA: BULGARIAN HELSINKI COMMITTEE)
- Германия: Немски Хелзинкски Комитет GERMANY: GERMAN HELSINKI COMMITTEE FOR HUMAN RIGHTS, SECURITY AND COOPERATION IN EUROPE
- Гърция: Гръцки Хелзинкски Монитор – основан през 1998 г. GREECE: GREEK HELSINKI MONITOR Архив на оригинала от 2013-05-14 в Wayback Machine.
- Дания: Датски Хелзинкски Комитет DENMARK: DANISH HELSINKI COMMITTEE
- Италия: Италиански Хелзинкски Комитет – основан през 1987 г. ITALY: ITALIAN HELSINKI COMMITTEE Архив на оригинала от 2013-06-01 в Wayback Machine.
- Казакстан: Алмати Хелзинкски Комитет – основан през 1993 г. KAZAKHSTAN: ALMATY HELSINKI COMMITTEE Архив на оригинала от 2013-03-12 в Wayback Machine.
- Канада: Канадски Хелзинкска Група Наблюдател – основана 1985 г. CANADA: CANADIAN HELSINKI WATCH GROUP Архив на оригинала от 2015-01-01 в Wayback Machine.
- Косово: Косоварски Хелзинкски Комитет KOSOVO: KOSOVA HELSINKI COMMITTEE
- Латвия: Латвииски Център за Правата на Човека – основан през 1993 г. LATVIA: THE LATVIAN CENTER FOR HUMAN RIGHTS AND ETHNIC STUDIES
- Литва: Литванска Асоцияция за Правата на Човека LITHUANIA: LITHUANIAN HUMAN RIGHTS ASSOCIATION
- Македония: Хелзинкски Комитет за Правата на Човека в Република Македония – 6 октомври 1994 г. MACEDONIA: HELSINKI COMMITTEE FOR HUMAN RIGHTS OF THE REPUBLIC OF MACEDONIA
- Молдова: Хелзинкски Комитет в Молдова – основан през 2007 г. MOLDOVA: HELSINKI COMMITTEE FOR HUMAN RIGHTS IN MOLDOVA Архив на оригинала от 2016-06-05 в Wayback Machine.
- Норвегия: Норвежки Хелзинкски Комитет – основан 1989 г. NORWAY: NORWEGIAN HELSINKI COMMITTEE Архив на оригинала от 2014-01-06 в Wayback Machine.
- Обединеното Кралство: Британски Хелзинкски подКомитет на парламентарната група за правата на човека UK: BRITISH HELSINKI SUBCOMMITTEE OF THE PARLIAMENTARIAN HUMAN RIGHTS GROUP
- Полша: Хелзинкски Комитет в Полша – основан през 1982 г. POLAND: HELSINKI COMMITTEE IN POLAND Архив на оригинала от 2012-11-07 в Wayback Machine.
- Румъния: Румънски Хелзинкски Комитет – основан през 1990 г. ROMANIA: ROMANIAN HELSINKI COMMITTEE Архив на оригинала от 2015-01-01 в Wayback Machine.
- Русия: Московска Хелзинкска Група – основана през 1976 г. RUSSIA: MOSCOW HELSINKI GROUP
- САЩ: Наблюдател на Правата на Човека – основан през 1978 г. като Хелзинкски Наблюдател, през 1988 г. се преименува USA: HUMAN RIGHTS WATCH / HELSINKI
- Словакия: Словашки Хелзинкски Комитет – основан през 1993 г. SLOVAKIA: SLOVAK HELSINKI COMMITTEE Архив на оригинала от 2015-09-24 в Wayback Machine.
- Словения: Хелзинкски Монитор на Словения за правата на човека SLOVENIA: HELSINKI MONITOR OF SLOVENIA FOR HUMAN RIGHTS
- Сърбия: Хелзинкски Комитет за правата на човека в Сърбия – основан през 1994 г. SERBIA: HELSINKI COMMITTEE FOR HUMAN RIGHTS IN SERBIA
- Унгария: Унгарски Хелзинкски Комитет – основан през 1989 г. HUNGARY: HUNGARIAN HELSINKI COMMITTEE
- Финландия: Финландски Хелзинкски Комитет FINLAND: FINNISH HELSINKI COMMITTEE
- Франция: Френски Хелзинкски Комитет FRANCE: FRENCH HELSINKI COMMITTEE
- Холандия: Холандски Хелзинкски Комитет – основан през 1987 г. NETHERLANDS: NETHERLANDS HELSINKI COMMITTEE Архив на оригинала от 2013-02-12 в Wayback Machine.
- Хърватия: Хърватски Хелзинкски Комитет – основан на 31 март 1993 CROATIA: CROATIAN HELSINKI COMMITTEE
- Черна Гора: Черногорски Хелзинкски Комитет MONTENEGRO: MONTENEGRIN HELSINKI COMMITTEE FOR HUMAN RIGHTS
- Чехия: Чешки Хелзинкски Комитет – основан през 1993 г. преди това Чехословакски, който е основан през 1988 г. CZECH REPUBLIC: CZECH HELSINKI COMMITTEE Архив на оригинала от 2013-04-18 в Wayback Machine.
- Швеция: Шведски Хелзинкски Комитет – 1982 г. SWEDEN: SWEDISH HELSINKI COMMITTEE
- Швейцария: Швейцарски Хелзинкски Комитет -1977 г. SWITZERLAND: SWISS HELSINKI COMMITTEE Архив на оригинала от 2015-01-01 в Wayback Machine.